# 완전거세

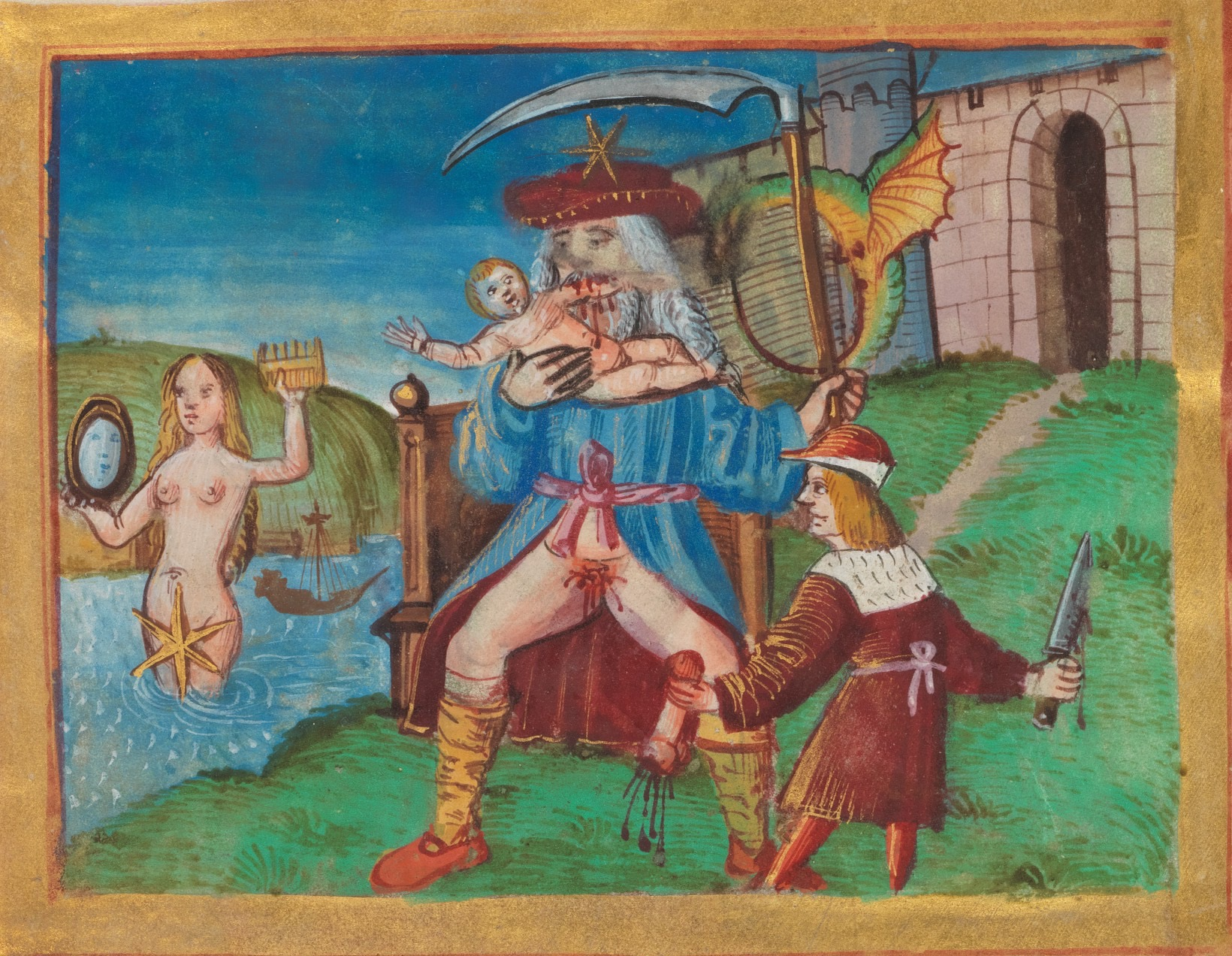
1501년경 천왕성을 모사하는 크로노스의 그림

완전거세(完全去勢, emasculation)는 남성을 거세할 때 고환 뿐 아니라 음경까지 제거하는 것이다. 중세 유럽에서 형벌로서 성행했으며, 교수척장분지형을 당하는 사형수가 완전거세를 당하기도 했다. 동양에서는 한반도의 환관은 고환만 거세했으나 중국의 환관은 완전거세를 했다.이것은 거세와 달리 더 과거에 사라진 것으로 알려져 있다.

## 같이 보기
- 음경 제거
- 거세불안
- 환자 (역사)
- 사회학적 여성화
- 남성성